# Färingtofta
Färingtofta är en kyrkby i Färingtofta socken i Klippans kommun i Skåne belägen cirka 2 mil sydost om Klippan. SCB avgränsade här en småort från 1990 till 2023.
I Färingtofta ligger bland annat Färingtofta kyrka.
Färingtofta Skola lades ner sommaren 2014.
Färingtofta har en idrottsförening som heter Färingtofta idrottsklubb (FIK).
Idrottsplatsen heter Snälleröds IP och anlades 1949. På platsen låg tidigare ett säteri som bland annat tillverkade stångtackor. En sådan finns bevarad som minne på idrottsplatsen.